# 号头庄回族乡
号头庄回族乡，是中华人民共和国河北省保定市定州市下辖的一个乡镇级行政单位。

## 行政区划
号头庄回族乡下辖以下地区：
号头庄村、吕家庄村、吴定庄村、梁家营村、杨家营社区村、杨家桥村、官道庄村、安家庄村、西马头村、东马头村、马王庄村、吴家庄村、马家庄村、刘良庄村、唐家庄村、鸡鸣台村和圣佛头村。